# Priorato de Groenendael
El Priorato de Groenendael fue un antiguo monasterio de agustinos, fundado hacia 1343 en el bosque de Soignes, en Brabante, a 10 km al sureste de Bruselas. Reducido al rango de priorato en el siglo XV, se suprime como "convento inútil"'en 1784 por decreto del emperador y duque de Brabante, José II (1741-1790), y demolido poco después. Administrativamente, Groenendaal está situado en el municipio de Hoeilaart, Brabante Flamenco (Región Flamenca de Bélgica).

## Breve historia
En 1304 se menciona por primera vez la existencia de una sencilla ermita, frecuentada por Jean de Busco, que acoge a tres canónigos de la colegiata Bruselas en 1343. Dos de ellos, Francon Coudenberg (+1386) y el célebre místico Jan van Ruysbroek (1293- 1381) fundan una comunidad de vida que sigue la regla de San Augustin. Francon Coudenberg es el primer preboste y Ruysbroek el primer prior. Los lazos de esta fundación con el orden canónico de San Agustín eran muy débiles a pesar de su relación con la abadía agustina de San Víctor (París).
La duquesa Juana de Brabante (1322-1406) dona tierras del bosque a éste y a otros monasterios. El monasterio era muy conocido a finales del siglo XIV cuando la gente lo visitaba atraída por la fama de Ruysbroek, guía espiritual y escritor. Muerto Ruysbroek en 1381, sus reliquias se guardan en el monasterio, donde permanecieron hasta 1783 cuando fueron llevadas a Bruselas para, finalmente, perderse durante los tiempos revolucionarios de la ocupación francesa. El trabajo y el pensamiento de otros miembros de la comunidad de Groenendaal, incluyendo Willem Jordaens (c1310-1372), que vivió en Groenendaal de 1353 hasta su muerte, Jan van Leeuwen (c. 1310-1378), Godeverd van Wevele (c1320-1396) y Jan van Schoonhoven, ha sido objeto de estudios recientes. Ya suscitaron la atención, en su tiempo, de los holandeses letrados.
Sin embargo, la vida de Groenendaal como monasterio independiente no duró mucho. El grupo religioso continuó a finales del siglo XIV y principios del XV, con un coro religioso, sin hermanos laicos. Los monjes vivían de los productos de su huerta. Cerca del priorato había un monasterio de monjas benedictinas. El 7 de mayo de 1413, la monjes agustinos de Groenendaal son integrados en la congregación de Windesheim, que seguía la devotio moderna de Gerardo Groote. Groenendael pierde la categoría de monasterio para ser priorato. 
Entre 1450 y 1500 se reforma y amplía el priorato. Alrededor de un gran claustro se disponían los edificios entre los que destacaba la iglesia. En 1520, Felipe de Cléveris levanta un palacio junto al claustro, que sirve de residencia del emperador Carlos V (1500-1558). El monarca, acompañado de otros personajes de la realeza, pasaba con frecuencia por Groenendael para entretenerse con su pasatiempo preferido, la caza. En una jornada de aquellas le acompañaron su hijo Felipe (1527-1598), Leonor de Austria (1498-1558), viuda de Francisco I de Francia, María de Hungría (1505-1558), Fernando I de Austria (1503-1564) y su esposa, Ana Jagellon (1503-1547), y el sultán de Túnez, Muley Hasan (+1545). Felipe, acostumbraba a celebrar el Domingo de Ramos en este monasterio, y lavaba personalmente los pies de doce pobres. A su vez, la hija de Felipe, la infanta Isabel (1566-1633), también se acercaba por el priorato y contribuyó a su embellecimiento.

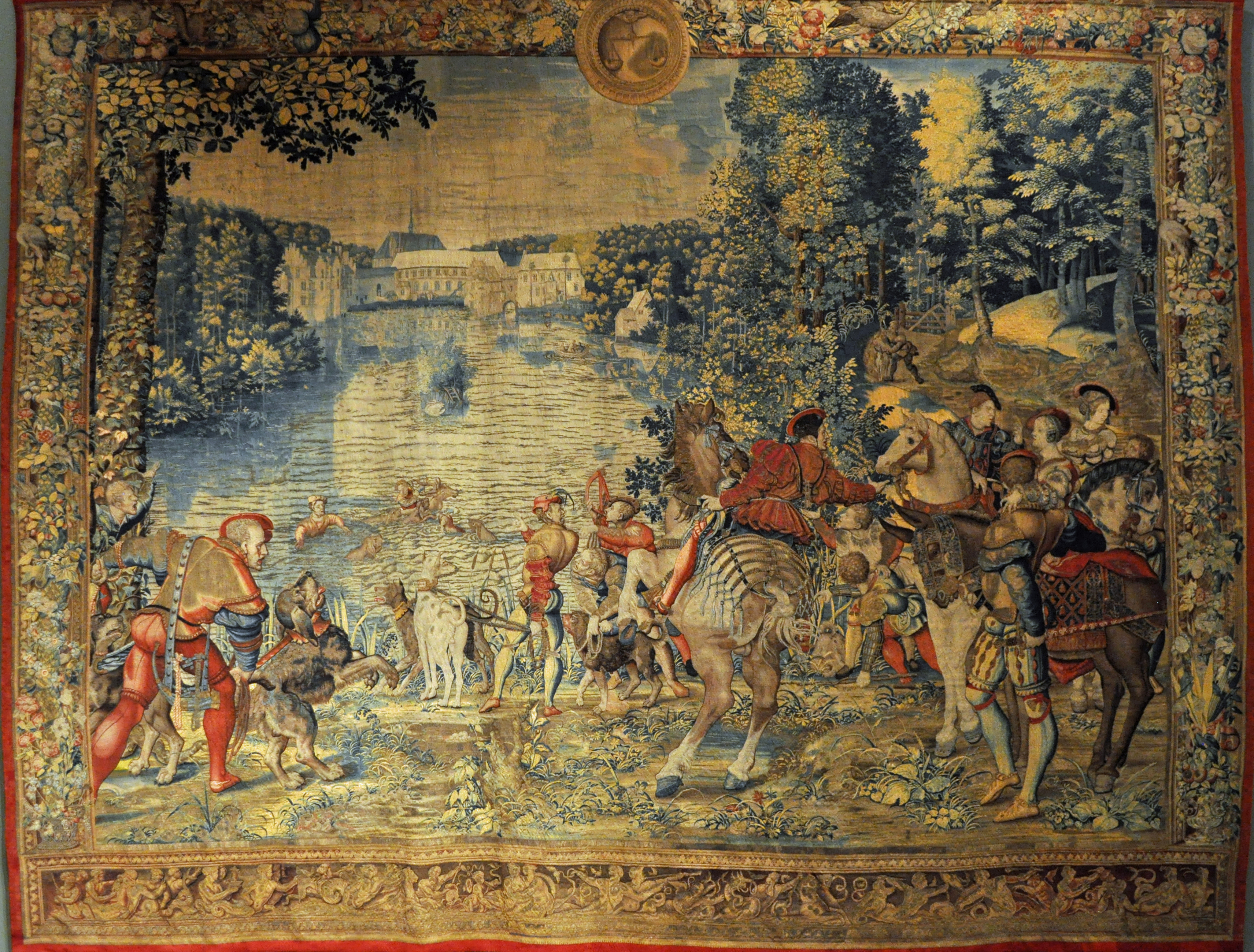
Tapiz de la serie sobre "La caza", del emperador Maximiliano" (1531), mes de septiembre, en el que se ve reproduce, en segundo plano, el priorato a inicios del (diseño de Bernard van Orley, Museo del Louvre)

A fines del siglo XVIII, ya en tiempos de los Países Bajos Austriacos, el lugar había perdido su función original. Era un convento en desuso en 1784, año en que el priorato de Groenendaal fue suprimido. La iglesia y otros edificios son vendidos por el emperador José II, y demolidos en 1787. El mobiliario es dispersado. El intento de restaurarlo por el Consejo de Brabante (9 de junio de 1790) fracasa con la ocupación francesa de los tiempos revolucionarios (1792-1794). El golpe de gracia lo recibe por la ley de 15 fructidor del año V (1796). La última demolición tiene lugar en 1825.